# Калантаевский, Виктор Павлович
Виктор Павлович Калантаевский — сотрудник Министерства внутренних дел СССР, капитан милиции, погиб при исполнении служебных обязанностей, кавалер ордена Красной Звезды.

## Биография
Виктор Павлович Калантаевский родился 15 апреля 1939 года в селе Союз 4-х хуторов Темиргоевского района Краснодарского края. Во время учёбы в школе активно занимался спортом, был членом городской мотобольной команды. Окончил школу бухгалтеров в городе Ставрополе. В 1958—1962 годах проходил службу на Черноморском флоте. Демобилизовавшись, работал в Карачаево-Черкесском государственном драматическом театре, затем на стройке. Без отрыва от производства окончил школу рабочей молодёжи, а затем поступил в Ставропольский государственный педагогический институт. Окончив спортивный факультет, он два года проработал в посёлке Ударном Прикубанского района Карачаево-Черкесской АССР.
Вернувшись в Черкесск, трудился на заводе «Каскад» в городе Черкесске. По рекомендации коллектива цеха № 32 этого предприятия он был зачислен на службу в органы внутренних дел СССР. Начинал службу участковым инспектором в Черкесском городском отделе внутренних дел. Впоследствии занимал должности инспектора-дежурного горотдела милиции, старшим инспектором по делам несовершеннолетних отдела уголовного розыска, начальника спецкомендатуры, дежурным пульта центральной охраны. Неоднократно удостаивался благодарностей и поощрений.
22 сентября 1983 года, приблизительно в два часа ночи, Калантаевский с группой сотрудников вневедомственной охраны выехал на проверку объектов. В этот момент раздался сигнал тревоги — была нарушена сигнализация в магазине одежды на улице Первомайской. Увидев милиционеров, вор попытался бежать, но был загнан в тупик. Калантаевский предложил преступнику добровольно сдаться, но тот выстрелил в капитана из обреза, смертельно его ранив.
Указом Президиума Верховного Совета СССР капитан милиции Виктор Павлович Калантаевский посмертно был удостоен ордена Красной Звезды.

## Память
- В честь Калантаевского названа улица в Черкесске[3].
- Имя Калантаевского носит юношеский турнир по дзюдо, проводящийся в Черкесске[4].
- Имя Калантаевского увековечено на Мемориале памяти сотрудников органов внутренних дел Карачаево-Черкесской Республики, погибших при исполнении служебного долга.